# Ramal ferroviario de Brentford

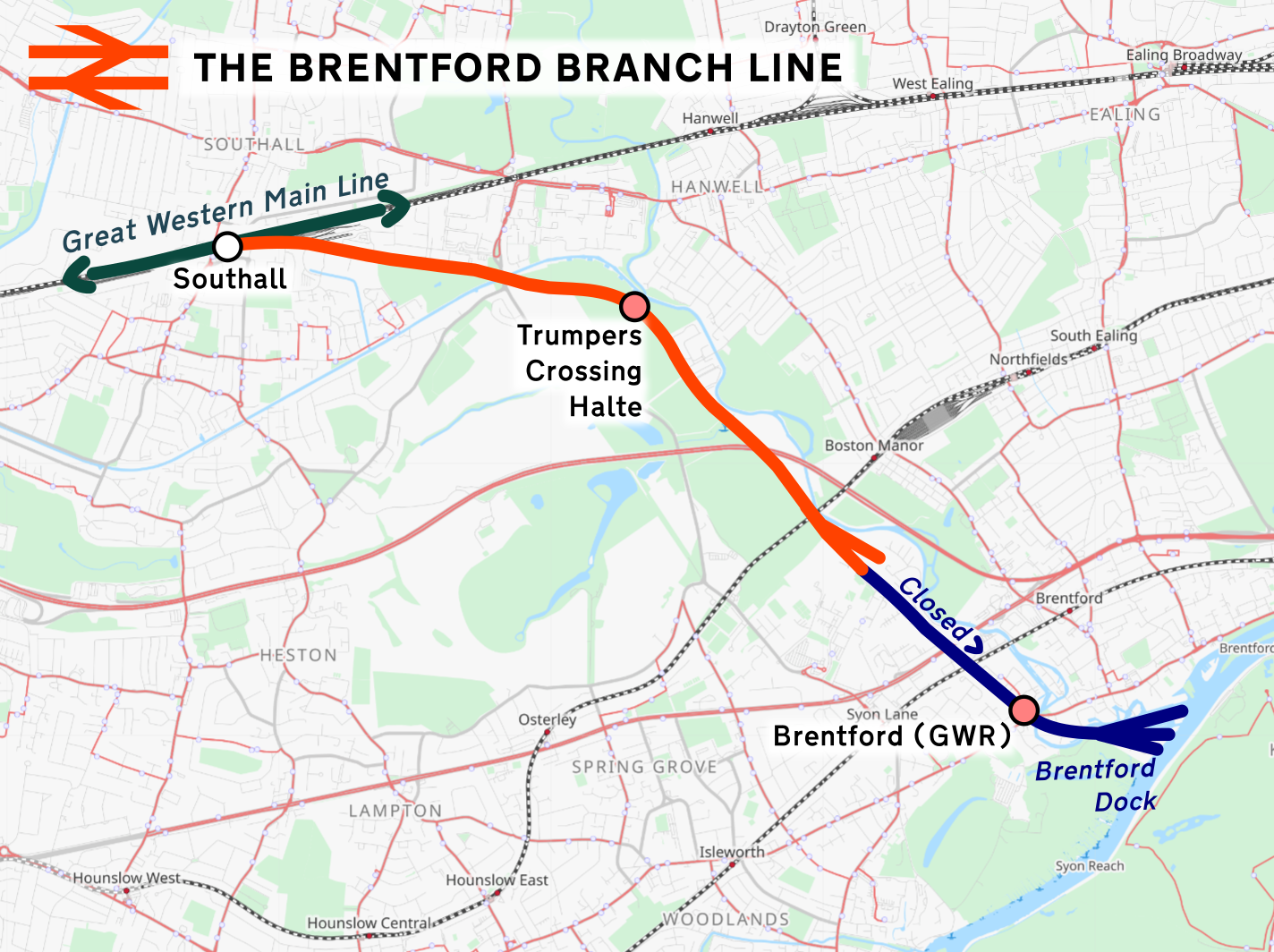
Plano de la ruta

El ramal ferroviario de Brentford (nombre original en inglés: Brentford Branch Line, también conocido como Brentford Dock Line), es una línea ferroviaria únicamente de mercancías localizada en el oeste de Londres, Inglaterra. La ruta, que se inauguró en 1859, fue respaldada por el Great Western Railway y sería construida por la Compañía del Ferrocarril Great Western & Brentford. Su recorrido de 4 mi (6,4 km) conectaba la Estación de Southall con el Muelle de Brentford, aunque en 1964 se cerró la derivación hacia el muelle. En la actualidad, el ramal conecta la Línea Principal del Great Western con un depósito de mercancías y una estación de transferencia de residuos, situados ambos cerca de la localidad de Brentford.

## Historia

### Primeros años

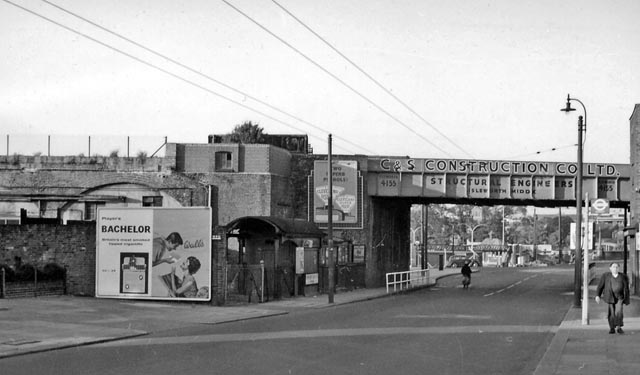
La Estación de Brentford en 1961, vista hacia el este desde la carretera de LOndres A315. La estación cerró en mayo de 1942 y los edificios de la plataforma fueron demolidos en 1957. El puente sobre la carretera se eliminó en 1965, cuando se desmanteló la línea al sur de Brentford Town Goods

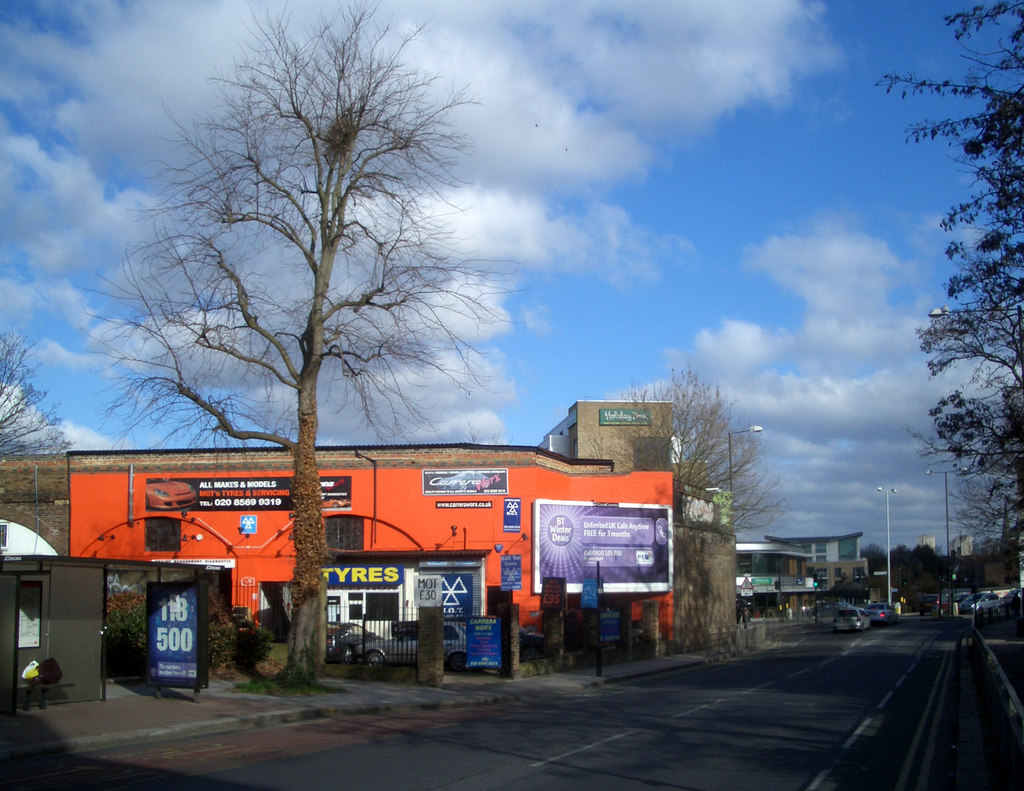
La misma vista en 2010, con parte del viaducto aún intacto y ahora ocupado por un taller de motores

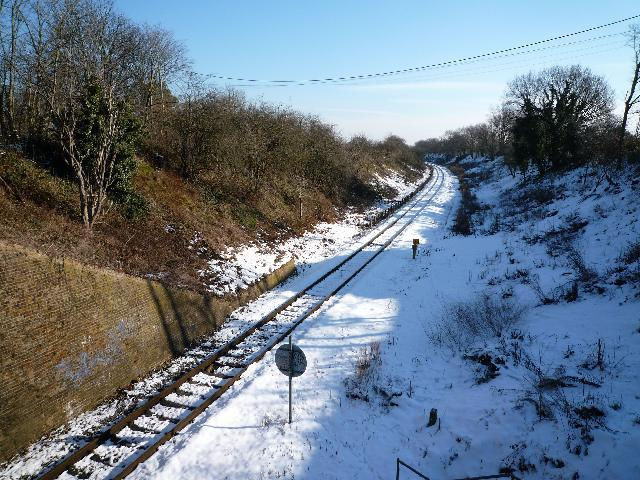
El ramal de Brentford mirando hacia el este desde "Three Bridges"

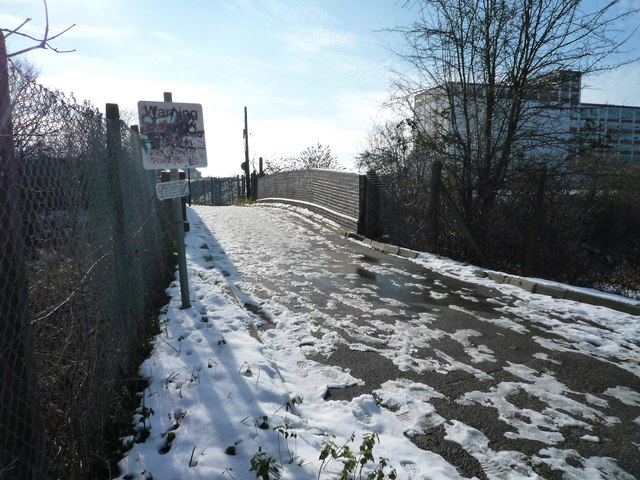
Pasarela sobre el ramal de Brentford en Glade Lane, Southall

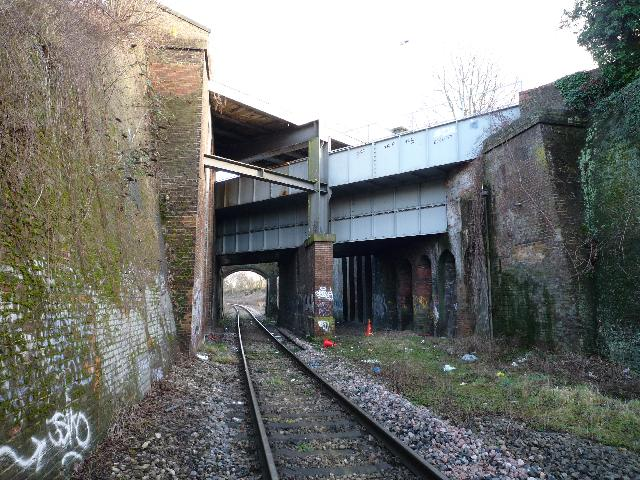
Puente Three Bridges: paso del ramal ferroviario por debajo del canal Grand Junction y de la carretera de Windmill Lane

La línea fue propuesta por el Great Western Railway (GWR) durante la década de 1840, como un medio para llegar a los muelles del interior de Londres situados a lo largo del río Támesis. Se eligió Brentford como la ubicación más adecuada, siendo el punto donde la Línea Principal del Great Western (GWML) está más cerca del Támesis, coincidiendo además con el final del Canal Grand Junction.
A pesar de la oposición de los propietarios del canal, la Compañía del Ferrocarril Great Western & Brentford se constituyó el 14 de agosto de 1855 mediante una Ley del Parlamento promovida por el GWR. La construcción de la línea y el muelle en Brentford comenzó el 3 de marzo de 1856, con Isambard Kingdom Brunel como ingeniero jefe. La vía se construyó como una conexión en Southall (en sentido saliente desde Londres) con la Línea Principal del GWR en el gran ancho de vía de 7 pies 1⁄4 pulgadas (2140 mm) ideado por Brunel. Sin embargo, tardó tres años en completarse debido a la necesidad de construir un puente de tres niveles en Windmill Lane, Southall, donde la línea pasaba por debajo de la carretera y del canal Grand Junction. Como Brunel subestimó el costo de construcción del muelle, fue necesario recaudar capital adicional en virtud de dos leyes más del Parlamento aprobadas en 1857 y 1859.
El famoso puente Three Bridges de Brunel tiene la carretera cruzando por encima del Canal Grand Junction, con el ferrocarril en una trinchera por debajo de las otras dos infraestructuras. Es una intersección de líneas de transporte singular, e iba a ser el último proyecto de Brunel antes de morir el 15 de septiembre de 1859, apenas dos meses después de su finalización. El nombre correcto debería ser Windmill Bridge, llamado así por Southall Mill, un molino que se encontraba en el lado suroeste del puente del canal original que se construyó por primera vez en la década de 1790, cuando se excavó el canal. J. M. W. Turner pintó este molino en 1806. La estructura ha sido designada monumento planificado por English Heritage.
La línea y el muelle se inauguraron oficialmente el 15 de julio de 1859,, y los servicios de carga en la línea comenzaron tres días después. Desde el principio, la línea fue gestionada por el GWR, al que se le arrendó la línea en virtud de la Ley de arrendamiento ferroviario del Great Western & Brentford de 1859. En febrero de 1872, tras una serie de disputas, la compañía del ferrocarril de Brentford fue absorbida por el GWR.
Durante la construcción también se había proyectado un servicio de pasajeros, por lo que se reservó un andén separado en la estación de Southall para este propósito. El servicio finalmente comenzó el 1 de mayo de 1860.
Cuando se construyó, la línea constaba de una sola vía, que alcanzaba Brentford por un viaducto de 240 yardas de longitud, al final del que una vía doble llegaba al muelle. Sin embargo, se colocó balasto para permitir la duplicación de toda la ruta, y en 1861 se agregó una vía de ancho internacional a la línea original de vía ancha. La nueva vía fue utilizada por los servicios de mercancías, mientras que los trenes de pasajeros continuaron utilizando la vía de gran ancho. La conversión completa de la línea al ancho estándar se llevó a cabo en 1875. El ramal originalmente tenía su propio cobertizo de locomotoras de vía única con una plataforma giratoria de 40 pies de diámetro, situado al este de la Estación de Southall, cerca del cruce con la línea principal, pero ya había sido cerrado y demolido en junio de 1884.

### Servicio de pasajeros
Cuando comenzó el servicio de pasajeros, los trenes circulaban entre el andén exclusivo en Southall y una estación en lo que ahora es la carretera de Londres A315 en Brentford, sin paradas intermedias. Se construyó una segunda estación en el muelle para conectar el ferrocarril con el transbordador a través del Támesis hasta los jardines de Kew, pero no hay constancia de que llegara a utilizarse.
El GWR comenzó a operar un automotor en varias rutas en el área de Londres en 1904, y el 1 de mayo se introdujo un servicio cada media hora entre Southall y Brentford. El 1 de julio del mismo año se abrió un apeadero en Trumpers Crossing, a una milla y media de Southall.
A partir de 1906, la competencia del tranvía eléctrico provocó una disminución en el número de pasajeros y, como objetivo obvio de las medidas económicas propiciadas por el inicio de la Primera Guerra Mundial, el servicio se suspendió el 22 de marzo de 1915. A principios de junio de 1919, se anunció que la línea se cerraría permanentemente, pero la presión local se tradujo en el restablecimiento de los trenes entre semana el 12 de abril de 1920, que llegarían a circular brevemente los domingos durante el verano de 1923. Sin embargo, el apeadero de Trumpers Crossing cerró permanentemente el 1 de febrero de 1926, y en 1929 todas las operaciones de pasajeros cesaron en las horas punta de lunes a viernes, al igual que las posteriores al mediodía del sábado.
El número de pasajeros continuó decreciendo durante el período de entreguerras a medida que el transporte por carretera se hizo cada vez más popular, y el servicio se retiró a perpetuidad el 4 de mayo de 1942. Sin embargo, los pasajeros regresaron a la línea brevemente el 24 de agosto de 1980, cuando el Great Western Railway Preservation Group operó trenes especiales durante ese día.

### Después de la Segunda Guerra Mundial
El 1 de enero de 1948, el GWR, junto con otras compañías ferroviarias de Gran Bretaña, pasó a ser nacionalizado de acuerdo con la Ley de Transporte de 1947. El ramal de Brentford, a partir de entonces exclusivo para mercancías, pasaría a formar parte de la Región Oeste de British Railways. En 1956, la línea se volvió a convertir en vía única () hasta la factoría de neumáticos de la firma Firestone en la Golden Mile de Brentford.
El tráfico de mercancías en la línea había aumentado durante la década de 1930 debido al desarrollo de la Golden Mile (Milla de Oro) y la consiguiente apertura, el 3 de noviembre de 1930, del depósito de mercancías de Brentford Town (ampliado en 1937). Este incremento se mantuvo en los años inmediatamente posteriores a la Segunda Guerra Mundial, hasta que en 1951 había hasta 25 trenes de mercancías por día. Sin embargo, a principios de los años 1960, las fábricas atendidas por los muelles habían comenzado a cambiar su carga al transporte por carretera, mientras que al mismo tiempo el muelle (que en un momento se afirmó que abastecía hasta el diez por ciento del comercio del país) entró en declive a medida que el uso de contenedores se generalizó en la industria naviera.
El muelle finalmente se cerró el 31 de diciembre de 1964, después de lo que se desmanteló la línea al sur de Brentford Town Goods. Partes del viaducto que llevaba la línea hasta el muelle permanecen intactas, al igual que el terraplén sobre el que se encontraba la estación de Brentford.
La propia Brentford Town Goods cerró en diciembre de 1970. En 1977, se abrió una estación de transferencia de residuos en el emplazamiento del antiguo depósito, después de que el Consejo del Gran Londres llegara a un acuerdo con British Rail con el fin de utilizar la línea para el transporte de basura. En 2013, cuatro trenes salían de la estación cada semana.
La línea también se utiliza actualmente para el transporte de agregados de construcción, desde un lugar situado justo al norte de la estación de transferencia de residuos.

## Reapertura propuesta
En abril de 2017, se propuso que la línea podría reabrirse para permitir un nuevo enlace entre Southall y Hounslow y posiblemente hasta la estación de Old Oak Common, planificada junto con una nueva estación en Brentford llamada Brentford Golden Mile. Las propuestas sugirieron que el servicio podría ser operado por Great Western Railway y se afirmó que podría estar abierto en 2020 con un nuevo servicio de Southall a Hounslow y posiblemente más adelante a Old Oak Common. Sin embargo, en noviembre de 2023, aún no se había abierto.
Esta línea ha sido identificada por Campaign for Better Transport como candidata a la reapertura.

## Exposición del Festival Brentford 150
Esta exposición celebró el 150 aniversario del ramal de Brentford Dock en junio/julio de 2009. Con sede en el Museo Musical de Brentford, fue organizada conjuntamente por el Museo y el ya desaparecido Great Western Railway Preservation Group.